# Hauenstein-Ifenthal
Hauenstein-Ifenthal är en kommun i distriktet Gösgen i kantonen Solothurn, Schweiz. Kommunen har 325 invånare (2023).
Kommunen består dels av orten Hauenstein, dels av byn Ifenthal.